# Strömfors, Skellefteå kommun
Se även Strömfors, en tidigare kommun i Nyland, Finland.
Strömfors är en småort i Skellefteå kommun, belägen strax nordost om Boliden vid riksväg 95 i Skellefteå socken. 

## Befolkningsutveckling
| Befolkningsutvecklingen i Erikslund 1960–2015 | Befolkningsutvecklingen i Erikslund 1960–2015 | Befolkningsutvecklingen i Erikslund 1960–2015 | Befolkningsutvecklingen i Erikslund 1960–2015 | Befolkningsutvecklingen i Erikslund 1960–2015 |
| --------------------------------------------- | --------------------------------------------- | --------------------------------------------- | --------------------------------------------- | --------------------------------------------- |
|                                               |                                               |                                               |                                               |                                               |
| År                                            |                                               |                                               | Folkmängd                                     | Areal (ha)                                    |
| 1960                                          | 1960                                          |                                               | 352                                           |                                               |
| 1965                                          | 1965                                          |                                               | 282                                           |                                               |
| 1970                                          | 1970                                          |                                               | 239                                           |                                               |
| 1975                                          | 1975                                          |                                               | 218                                           |                                               |
| 1990                                          | 1990                                          |                                               | 176                                           | 29#                                           |
| 1995                                          | 1995                                          |                                               | 175                                           | 34#                                           |
| 2000                                          | 2000                                          |                                               | 159                                           | 33#                                           |
| 2005                                          | 2005                                          |                                               | 143                                           | 33#                                           |
| 2010                                          | 2010                                          |                                               | 138                                           | 33#                                           |
| 2015                                          | 2015                                          |                                               | 127                                           | 35#                                           |
| Anm.: Upphörde som tätort 1980. # Som småort. |                                               |                                               |                                               |                                               |